# Garipoïdeus
Els garipoïdeus (Garypoidea) són una de les sis superfamílies de pseudoescorpins.
Tenen dos artells als tarsos de les potes. L'escut dorsal és de forma triangular, tenen 4 ulls, i els dits dels pedipalps estan proveïts de glàndules de verí. Els quelícers són relativament petits i, en general, tenen la mitat de la llargada de l'escut dorsal.

## Sistemàtica
La superfamília dels garipoïdeus se subdivideix en quatre famílies:
- Garípids (Garypidae)
- Òlpids (Olpiidae)
- Mèntids (Menthidae)
- Pseudogarípids (Pseudogarypidae)